# 王伯群故居
王伯群故居（贵阳王伯群旧居），原名王伯群公馆，位于贵州省贵阳市护国路，是大夏大学校长王伯群于贵阳的住宅。该住宅为中西合璧的近代建筑，占地面积约980平方米。

## 历史
贵阳是兴义王家的重要发展方向，1917年，王伯群、王文华兄弟在贵阳建成公馆。因两人参加护国战争，故该建筑所在道路改名为“护国路”。
1937年底，大夏大学迁至贵州，该建筑成为大夏大学的“会议厅”、“会客厅”，大夏大学的“校务会议”和“校务行政委员会会议”大多在此进行。王伯群逝世后，其家人委托黔西南州政府代管，州政府在此设立“黔西南州人民政府驻贵阳办事处”。
1983年，王伯群之妻保志宁书面委托原大夏大学附属中学主任吴照恩为代理人，向政府申请发还“王伯群在贵阳护国路原门牌号135号自建住房”。1985年6月18日，贵州省政府发还房产。1985年7月28日，保志宁与其弟保祥宁同返贵阳。
1990年3月26日，王伯群故居开始维修。1999年底，王伯群故居成为贵州省第三批省级文物保护单位。现由王伯群之女王德龄雇请一赵姓老人看守。